# Comissió Econòmica de les Nacions Unides per a Europa
La Comissió Econòmica de les Nacions Unides per a Europa (UNECE) és un òrgan de l'Organització de Nacions Unides d'àmbit regional, establert l'any 1947, amb la voluntat de fomentar la cooperació econòmica entre els seus estats membres. És una de les cinc comissions regionals d'acord amb la direcció administrativa de la seu de les Nacions Unides. Compta amb 56 estats membres, i informa el Consell Econòmic i Social de l'ONU (ECOSOC). A més dels estats d'Europa, inclou els Estats Units d'Amèrica, Canadà, Israel i les repúbliques de l'Àsia central. La seu de la Comissió es troba a Ginebra, Suïssa. Comptava el 2013 amb un pressupost d'uns 50 milions de dòlars estatunidencs.

## Estats membres
Els 56 estats membres de l'UNECE són:
| Estat                | Data d'ingrés          |
| -------------------- | ---------------------- |
| Albània              | 14 de desembre de 1955 |
| Andorra              | 28 de juliol de 1993   |
| Armènia              | 30 de juliol de 1993   |
| Àustria              | 14 de desembre de 1955 |
| Azerbaidjan          | 30 de juliol de 1993   |
| Belarús              | 28 de març de 1947     |
| Bèlgica              | 28 de març de 1947     |
| Bòsnia i Hercegovina | 22 de maig de 1992     |
| Bulgària             | 14 de desembre de 1955 |
| Canadà               | 9 d'agost de 1973      |
| Croàcia              | 22 de maig de 1992     |
| Xipre                | 20 de setembre de 1960 |
| Txèquia              | 28 de març de 1947     |
| Dinamarca            | 28 de març de 1947     |
| Estònia              | 17 de setembre de 1991 |
| Finlàndia            | 14 de desembre de 1955 |
| Macedònia del Nord   | 8 d'abril de 1993      |
| França               | 28 de març de 1947     |
| Geòrgia              | 30 de juliol de 1993   |
| Alemanya             | 18 de setembre de 1973 |
| Grècia               | 28 de març de 1947     |
| Hongria              | 14 de desembre de 1955 |
| Islàndia             | 28 de març de 1947     |
| Irlanda              | 14 de desembre de 1955 |
| Israel               | 26 de juliol de 1991   |
| Itàlia               | 14 de desembre de 1955 |
| Kazakhstan           | 31 de gener de 1994    |
| Kirguizstan          | 30 de juliol de 1993   |
| Letònia              | 17 de setembre de 1991 |
| Liechtenstein        | 18 de setembre de 1990 |
| Lituània             | 17 de setembre de 1991 |
| Luxemburg            | 28 de març de 1947     |
| Malta                | 1 de desembre de 1964  |
| Moldàvia             | 2 de març de 1992      |
| Mònaco               | 27 de maig de 1993     |
| Montenegro           | 28 de juny de 2006     |
| Països Baixos        | 28 de març de 1947     |
| Noruega              | 28 de març de 1947     |
| Polònia              | 28 de març de 1947     |
| Portugal             | 14 de desembre de 1955 |
| Romania              | 14 de desembre de 1955 |
| Rússia               | 28 de març de 1947     |
| San Marino           | 30 de juliol de 1993   |
| Sèrbia               | 1 de novembre de 2000  |
| Eslovàquia           | 28 de març de 1947     |
| Eslovènia            | 22 de maig de 1992     |
| Espanya              | 14 de desembre de 1955 |
| Suècia               | 28 de març de 1947     |
| Suïssa               | 24 de març de 1972     |
| Tadjikistan          | 12 de desembre de 1955 |
| Turquia              | 28 de març de 1947     |
| Turkmenistan         | 30 de juliol de 1993   |
| Ucraïna              | 28 de març de 1947     |
| Regne Unit           | 28 de març de 1947     |
| Estats Units         | 28 de març de 1947     |
| Uzbekistan           | 30 de juliol de 1993   |

Nota: 18 dels 56 estats membres de l'UNECE són receptors d'ajuda oficial al desenvolupament.

## Comitè de Cooperació i Integració Econòmica
Aquest comitè promou una política mediambiental, financera i reguladora propícia per al creixement econòmic, el desenvolupament innovador i una major competitivitat a la regió de l'UNECE, centrant-se principalment en els estats amb economies en transició al capitalisme. Les seves principals àrees de treball són les polítiques d'innovació i competitivitat, la propietat intel·lectual, el finançament al desenvolupament innovador, l'esperit emprenedor i la iniciativa empresarial, i la cooperació publicoprivada.

## Comitè de Política Ambiental
La preocupació de l'UNECE pels problemes del medi ambient es remunta almenys a 1971, quan es va crear el Grup d'Assessors dels Governs de l'UNECE en matèria ambiental per esdevenir en el Comitè de Política Ambiental. El comitè, que es reuneix anualment, ofereix orientació política col·lectiva en l'àmbit del medi ambient i el desenvolupament sostenible, prepara les reunions ministerials, desenvolupa el Dret ambiental internacional i dona suport a les iniciatives internacionals a la regió. La tasca del Comitè es basa en tres pilars estratègics:
- La participació en els dos principals processos de cooperació internacional, el "Medi ambient per a Europa" i la promoció regional del Programa 21.
- El desenvolupament i la realització d'informes d'actuacions ambientals als estats d'Europa central i oriental.
- L'augment de l'eficàcia general dels convenis ambientals i de l'intercanvi d'experiències sobre la seva aplicació. Vegeu, per exemple, el Conveni d'Espoo, el Conveni d'Aarhus, el Conveni sobre la contaminació atmosfèrica transfronterera i el Conveni sobre els efectes transfronterers dels accidents industrials, tots ells de l'UNECE.

## Comitè d'Habitatge i Ordenament Territorial
L'any 1947, l'UNECE va crear un Panell sobre Problemes d'Habitatge, que més tard es va convertir en el Comitè d'Assentaments Humans i després de la reforma de 2005/2006 en el Comitè d'Habitatge i Ordenació Territorial. El comitè és un òrgan intergovernamental de tots els estats membres de l'UNECE. Constitueix un fòrum per a l'elaboració, difusió i intercanvi d'informació i experiències en matèria d'habitatge, el desenvolupament urbà i les polítiques d'administració de terres.

## Comitè de Transports Interiors
La Divisió de Transport de l'UNECE ha estat proporcionant serveis de secretaria al Fòrum Mundial per a l'Harmonització dels reglaments sobre vehicles (WP.29). A més d'actuar com a secretaria del Fòrum Mundial, la secció de reglaments sobre vehicles i innovacions de transport actua com a secretaria del comitè administratiu de coordinació dels treballs i dels comitès administratius/executius dels tres acords sobre vehicles administrats pel fòrum mundial.

## Conferència d'Estadístics Europeus
La Divisió d'Estadística de l'UNECE proporciona la secretaria de la Conferència i els seus grups d'experts, i posa en pràctica el programa de treball estadístic de l'UNECE. La Conferència reuneix caps d'organitzacions nacionals i internacionals d'estadística d'arreu del món, el que significa que la paraula "Europeus" del seu nom ja no és una descripció precisa de la seva cobertura geogràfica.
La Divisió d'Estadística ajuda als estats membres a enfortir els seus sistemes estadístics, i coordina les activitats estadístiques internacionals a la regió de l'UNECE i més enllà de la Conferència i la seva Mesa, i la Base de Dades de les Activitats Estadístiques Internacionals. La Divisió d'Estadística elabora directrius i materials d'assaig sobre la metodologia i les pràctiques d'estadística, en resposta a les demandes dels estats membres. Es treballa amb diferents grups d'especialistes d'organitzacions estadístiques nacionals i internacionals, i organitza trobades i fòrums en línia per als experts en estadística amb l'objectiu d'intercanviar experiències sobre una àmplia gamma de temes. La Divisió d'Estadística de l'UNECE també proporciona assistència tècnica a estats d'Europa de l'Est, el Caucas i l'Àsia central.
La divisió també proporciona:
1) Informació gratuïta en línia sobre els 56 estats membres de l'UNECE a Europa, l'Àsia central i Amèrica del Nord, tant en anglès com en rus, en matèria de transport, economia, gènere i silvicultura.
2) Un resum biennal de les estadístiques bàsiques dels estats membres de l'UNECE.
3) Un conjunt de wikis per donar suport a les activitats de col·laboració i difusió d'informació sobre bones pràctiques.